# 屠暁宇
屠暁宇(と ぎょうう、屠晓宇、2003年10月17日 - ）は、中国の囲碁棋士。江蘇省連雲港市出身。中国囲棋協会所属、九段。新人王戦2連覇、聶衛平杯囲碁ユースマスターズ優勝など。

## 経歴
2015年初段。2017年二段、三段。
2018年天元戦で羋昱廷、辜梓豪を連破してベスト8進出し注目を集める。同年博思軟件杯新秀争覇戦ベスト8、四段。
2019年に国家少年隊入り、新人王戦ベスト4、LG杯ベスト16、五段。2020年新人王戦優勝、六段。2021年グロービス杯準優勝、新人王戦2連覇。2022年七段、聶衛平杯囲碁ユースマスターズ優勝。2023年八段、阿含・桐山杯中国囲棋快棋公開戦ベスト4。2025年開催の世界最高棋士決定戦予選を突破し、本戦進出。本戦では6勝2敗で決勝進出。
甲級リーグには2016年から出場。2020年に最佳新人賞受賞。中国棋士ランキングでは2020年38位、2022年32位。

### タイトル歴
- 聶衛平杯囲碁ユースマスターズ 2022年
- 馬橋杯中国囲棋新人王戦 2020、21年

### 他の棋歴
- グロービス杯世界囲碁U-20 2021年準優勝、2022年3位、2023年3位
- 中日韓聶衛平杯囲碁マスターズ 2021年 1-1（×福岡航太郎、○文敏鍾）
- 議政府国際囲碁新鋭団体戦 2022年 2-1（×文敏鍾、○三浦太郎、○賴均輔）
- 中国囲棋甲級リーグ戦
  - 2016年（武漢三民）1-1
  - 2017年（江西新晶鈦業）0-0
  - 2018年（江西四特酒）5-7
  - 2019年（江西四特酒）6-8
  - 2020年（民生信用卡北京）8-6、最佳新人賞
  - 2021年（成都農商銀行）9-6
- 2022年（成都農商銀行）9-6